# Jáchymov (Velká Bíteš)

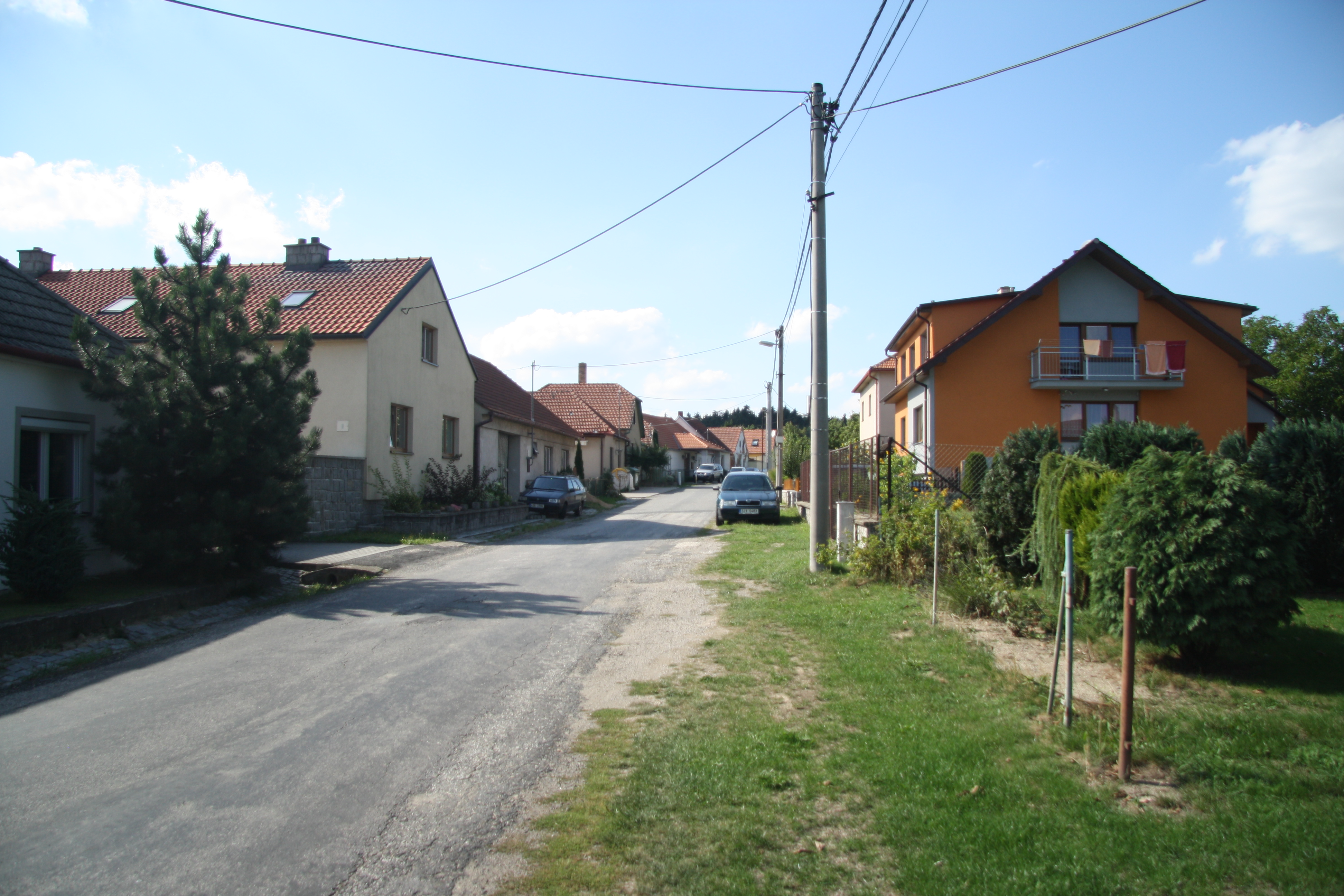
Dorfstraße

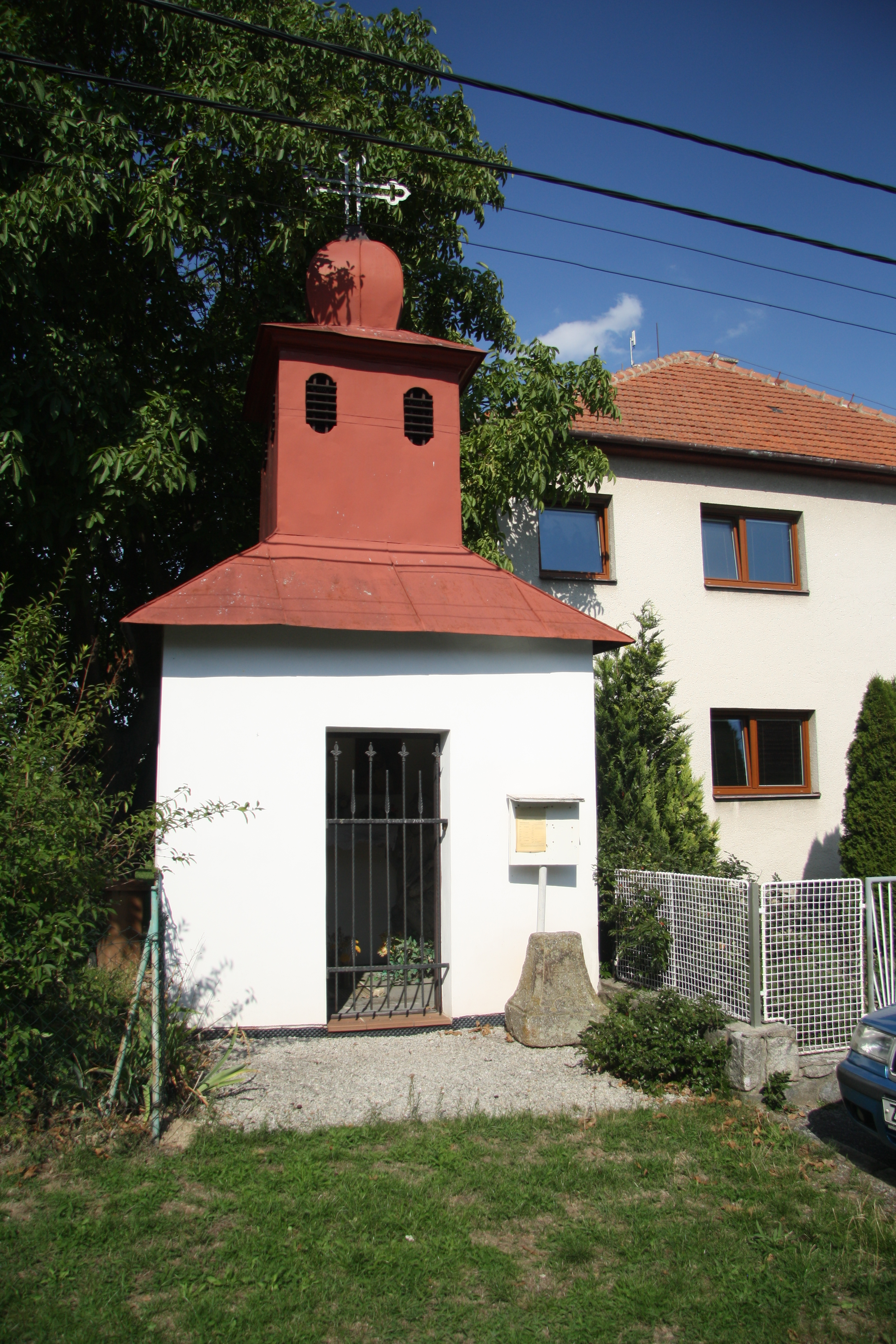
Kapelle

Jáchymov (deutsch Joachimshof, auch Joachimow) ist ein Ortsteil der Stadt Velká Bíteš in Tschechien. Er liegt fünf Kilometer westlich von Velká Bíteš und gehört zum Okres Žďár nad Sázavou.

## Geographie
Jáchymov befindet sich im Quellgebiet des Baches Drchalka auf einer Hochebene der Křižanovská vrchovina (Krischanauer Bergland) im Süden der Böhmisch-Mährischen Höhe. Nördlich des Dorfes verläuft die Staatsstraße II/602 zwischen Velká Bíteš und Velké Meziříčí, südlich die Autobahn D 1. Im Südosten erhebt sich der Chocholáč (516 m n.m.), südwestlich der Koní vrch (526 m n.m.).
Nachbarorte sind Tři Dvory und Záblatí im Norden, Osová, Vlkov und Na Královce im Nordosten, Bezděkov im Osten, Nové Sady und Jestřabí im Südosten, Březka und Čikov im Süden, Holubí Zhoř im Südwesten, Tasov, Dvořáci und Lhotka im Westen sowie Jabloňov, Ruda und Křeptovský Dvůr im Nordwesten.

## Geschichte
Joachimshof wurde am 25. Februar 1798 durch den neuen Besitzer der Herrschaft Budischau, Joachim Ritter von Stettenhofen, gegründet und nach ihm benannt. Das Dorf ist eine von mehreren zum Ende des 18. Jahrhunderts auf herrschaftlichen Fluren neu angelegten Kolonien, mit denen Bewohnern der übervölkerten alten Dörfer eine ausreichende Lebensgrundlage geboten werden sollte. Auf einer trockengelegten herrschaftlichen Teichstätte am Wald Jíví hinter Holubí Zhoř dicht an der Grenze seiner Herrschaft fand Stettenhofen einen geeigneten Standort. Die Kolonie Joachimshof wurde als Gassendorf angelegt; in der südliche Reihe ließ Stettenhofen 15 gleich große Häuslerstellen mit jeweils etwas über zwei Morgen Feld abstecken, in der nördlichen Reihe wurden neun Familianten angesiedelt, die ebenfalls über zwei Morgen Feld sowie zudem noch Wiesen- und Weideland erhielten. Die 24 Siedler stammten größtenteils aus den umliegenden Dörfern der Herrschaften Budischau, Ossowa, Gurein und der Grafschaft Namiescht. 1802 war der Bau der Häuser im Wesentlichen abgeschlossen. Für zwei weitere Bauplätze fand Stettenhofen bis 1804 keine Käufer und beschloss daraufhin, dort eine Brennerei und ein Wirtshaus zu errichten. Schließlich erwarb der Siedler Jakub Robotka beide Bauplätze für seinen zwölfjährigen Sohn; er versprach die Schänke selbst zu bauen und sicherte den Ausschank von Budischauer Bier und Branntwein zu. Die Nähe zur Kaiserstraße mit den Durchzügen verschiedener Truppen brachte mit dem Ausbruch der Napoleonischen Kriege Probleme für das neue Dorf. Jedoch wussten sich die Siedler zu schützen, am 22. Februar 1806 berichtete der Wildhüter Jan Košábek aus dem nahe gelegenen Hegerhaus Veselka in großer Sorge um das Dorf dem Grundherren, dass die Bewohner von Joachimshof einen Franzosen erschlagen und seine Leiche nicht einmal begraben hätten.
Im Jahre 1842 bestand das im Iglauer Kreis nahe der Iglau-Brünner Poststraße gelegene Dorf Joachimshof bzw. Joachimow aus 24 Häusern, in denen 118 Personen lebten. Pfarrort war Bitischka. Bis zur Mitte des 19. Jahrhunderts blieb Joachimshof der Allodialherrschaft Budischau untertänig.
Nach der Aufhebung der Patrimonialherrschaften bildete Jáchymov / Joachimow ab 1849 einen Ortsteil der Gemeinde Holubí Zhoř im Gerichtsbezirk Groß Bittesch. Ab 1869 gehörte Jáchymov zum Bezirk Groß Meseritsch. Zu dieser Zeit hatte das Dorf 138 Einwohner und bestand aus 24 Häusern. Im Jahre 1900 lebten in Jáchymov 137 Personen; 1910 waren es 123. Beim Zensus von 1921 lebten in den 24 Häusern des Dorfes 120 Tschechen. Im Jahre 1930 bestand Jáchymov aus 25 Häusern und hatte 115 Einwohner. Zwischen 1939 und 1945 gehörte Jáchymov / Joachimshof zum Protektorat Böhmen und Mähren. 1948 wurde das Dorf dem Okres Velká Bíteš zugeordnet. Im Jahre 1950 hatte Jáchymov 105 Einwohner. Im Zuge der Gebietsreform und der Aufhebung des Okres Velká Bíteš wurde Jáchymov am 1. Juli 1960 dem Okres Žďár nad Sázavou zugewiesen. Am 1. Juli 1980 erfolgte die Eingemeindung nach Velká Bíteš. Beim Zensus von 2001 lebten in den 32 Häusern von Jáchymov 87 Personen. Zu Beginn des Jahres 2012 hatte das Dorf 93 Einwohner, von den 37 Häuser wurden vier als Ferienhäuser genutzt.

## Gemeindegliederung
Der Ortsteil Jáchymov ist Teil des Katastralbezirkes Holubí Zhoř.

## Sehenswürdigkeiten
- Kapelle
- Mehrere Wegkreuze